# 特里普·霍金斯
特里普·霍金斯（英語：Trip Hawkins，1953年12月28日—），藝電创始人。生于美国加利福尼亚州。分别在哈佛大学和斯坦福大学进行学业。在斯坦福大学获得MBA学位后，前往新兴的苹果公司担任电脑销售主任。之后与1982年离开公司，与大学时代的好友共同合作创建了一家游戏公司，即日后名声大噪的藝電。後來又創立了兩間公司，為3DO公司和Digital Chocolate。

## 外部連結
- 特里普·霍金斯 （页面存档备份，存于）在MobyGames